# Airconditioning

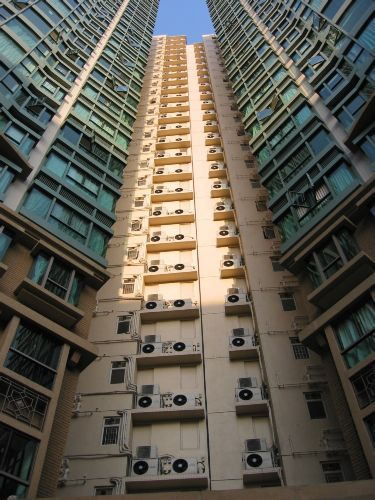
Airco's (de apparatuur met de ventilator) in een appartementsblok in Hongkong (2002)

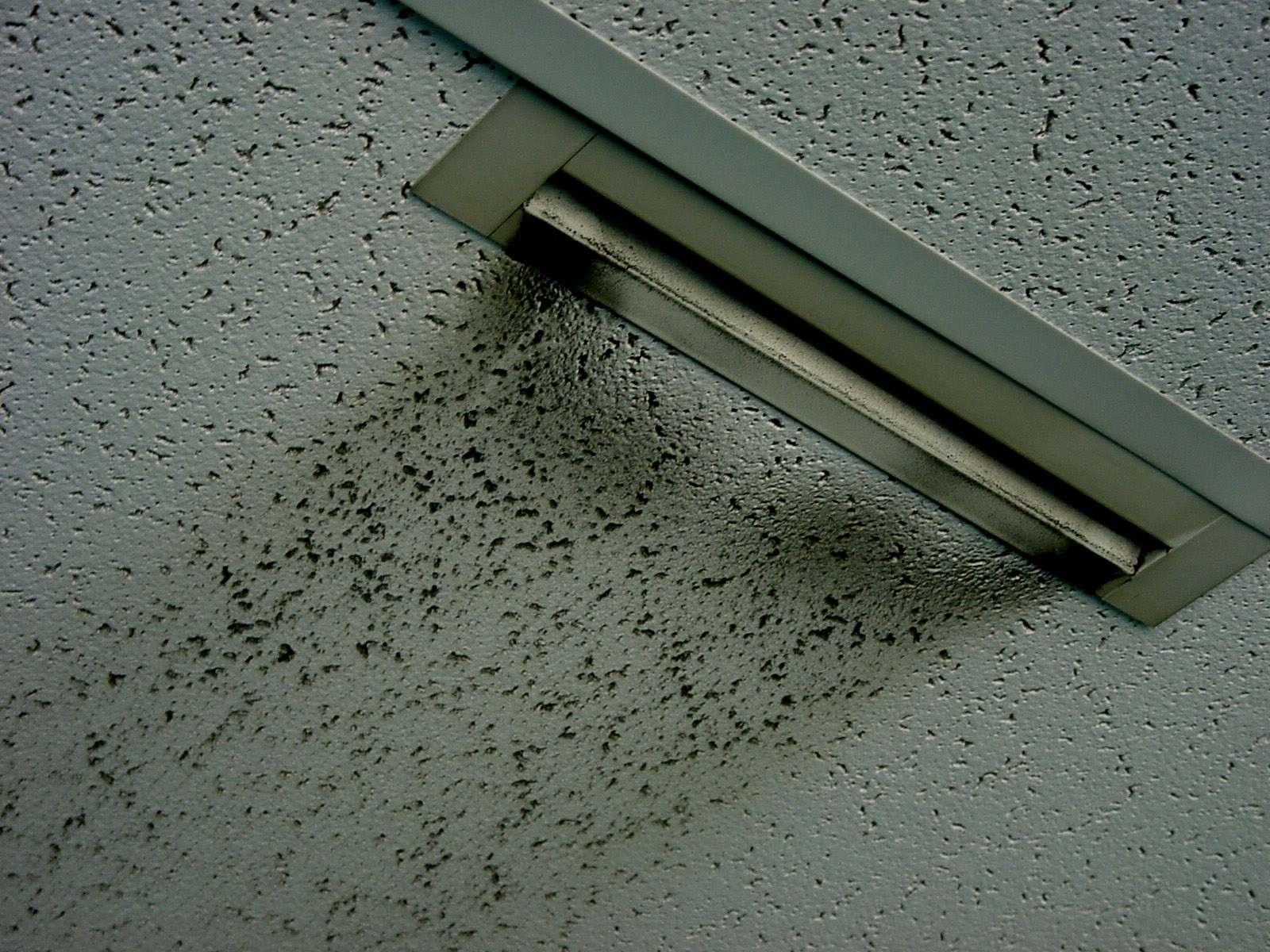
Stofsporen bij een luchtbehandelingssysteem

Airconditioning (A/C of airco), klimaatregeling, luchtbehandeling of luchtregeling is de behandeling van de lucht in binnenruimtes, zoals een gebouw, auto of trein. De term verwijst naar een mechanische behandeling dat kan bestaan uit regeling van de temperatuur,  vochtigheidsgraad en luchtkwaliteit. Het systeem wordt normalitair toegepast waar natuurlijke ventilatie niet afdoende lijkt te zijn.

## Geschiedenis
Luchtbehandeling werd reeds toegepast in de oudheid, toen Egyptenaren en Romeinen eenvoudige technieken gebruikten, zoals verdamping van water om ruimtes te koelen.
Wereldwijd ontwikkelden zich luchtbehandelingstechnieken als deel van vernaculaire architectuur, toegespitst op het specifieke klimaat waarin de gebouwen stonden. In India ontstonden met name de luchtschoorstenen, die door thermiek lucht door de ruimte lieten stromen en door stackeffect het gebouw uitstroomde, waardoor de binnenruimte relatief koel bleef. In de Arabische wereld waren diverse passieve bouwtechnieken bekend die bijdroegen aan een relatief comfortabel interieurklimaat in een woestijnregio waar de extreme hitte van de dag afgewisseld werd door de kou van de nacht. De architect Hassan Fathy zou deze technieken later herontdekken en doorontwikkelen voor in het bijzonder lage inkomenbouw.
In de 19e eeuw ontwikkelden wetenschappers concepten van mechanische koeling. Zo bouwde de Amerikaanse John Gorrie een ijsmachine in 1842. Het was zonder veel succes, omdat er te veel ijs voor nodig was.
De doorbraak kwam in 1902, toen de Amerikaanse ingenieur Willis Carrier een systeem bedacht om de temperatuur en luchtvochtingheid in een drukkerij onder controle te houden. Dit vormde de basis voor commerciële en industriële airconditioning in de 20e eeuw. In 1924 werd de eerste bioscoopzaal, de Rivoli in New York, voorzien van luchtkoeling. De omzet van de bioscoop steeg spectaculair. Vijf jaar later hadden 300 bioscoopzalen in de Verenigde Staten luchtkoeling. 

## Luchtbehandelingsmiddelen
Airconditioning kan op de volgende manieren werken: met een warmtepomp, of door (indirecte) verdamping van water.

### Werking van airco met warmtepomp

Schematische tekening van een warmtepomp: 1 is de condensor, 2 de turbine (eventueel smoorventiel), 3 de verdamper, 4 is de compressor.

Een warmtepomp is een gesloten kringloop van een vloeibaar koudemiddel met een laag kookpunt, bijvoorbeeld freon. Dit koudemiddel verdampt in de verdamper en condenseert weer tot vloeistof in de condensor. De warmte wordt hierbij netto van de verdamper naar de condensor vervoerd, tegen de bestaande temperatuurgradiënt in.
Er gaat altijd een dikke en een dunne buis naar de verdamper. In de dikste buis stroomt gasvormig (verdampt) koudemiddel; in het dunne buisje vloeibaar koudemiddel op een temperatuur ongeveer gelijk aan de buitentemperatuur. Dit koudemiddel wordt naar de geventileerde koelbatterij, de verdamper, in de binnenunit gepompt. Juist voor de verdamper zit een expansiesysteem (capillair of expansieventiel), dat de vloeistof laat ontsnappen naar een lagere druk op verdampingstemperatuur. De vloeistof verdampt en neemt daarbij warmte op uit de te koelen ruimte. Bij een airco is de temperatuur hier ongeveer 0 °C. Men neemt voor een airco een verschil van ongeveer 20 °C, bij koelcellen is dat 7-10 °C.
Bij de expansie van het koudemiddel van hoge naar lage druk ontstaat geluid dat hinderlijk kan zijn. Het capillair van moderne warmtepompen is daarom gewoonlijk in het buitentoestel verwerkt. 
Het vloeibaar koudemiddel verdampt volledig en wordt zelfs iets oververhit om te voorkomen dat de compressor last krijgt van vloeistofslag. De compressor van een airco kan namelijk geen vloeistof verpompen, alleen gas. Dit komt het rendement van het systeem niet ten goede, Om een compressor zo effectief mogelijk te maken is de schadelijke ruimte van een compressor erg klein, hierdoor kan er geen maximale hoeveelheid gas worden verpompt. Het gasvormige koudemiddel in de compressor samengeperst tot een hogere druk en temperatuur en naar de condensor gevoerd. De temperatuur van deze gassen is in sommige gevallen 50° boven de buitentemperatuur. De temperatuur waarop gecondenseerd wordt, noemt men de condensatietemperatuur. Om het warmtetransport naar de buitenomgeving te vergemakkelijken wordt veelal nog een ventilator aangebracht. Buiten de te koelen ruimte geeft het gas zijn onttrokken warmte weer af aan de condensor en condenseert weer tot vloeistof. De compressor is de stuwende kracht in het gehele proces, door het gasvormig koudemiddel te verplaatsen. De koelcyclus benadert de Carnotcyclus, met uitzondering van het smoorventiel voor de verdamper.
Een bijzondere uitvoering is de zogenaamde invertercompressor. Deze is door zijn toerenregeling een stuk comfortabeler in de regeling van de ruimtetemperatuur en bovendien ruim 30% energiezuiniger dan een aan-uitcompressor.

### Werking als verdamper van water
Bij de verdamping van water, zoals een aircooler doet, wordt de verdampingsenergie onttrokken aan de lucht, zodat de temperatuur daalt, maar de luchtvochtigheid toeneemt. Dit heet adiabatische koeling. Als de vochtige, gekoelde, lucht wordt toegevoerd aan de gebruiksruimte, spreekt men van directe adiabatische koeling.
De vochtige gekoelde lucht kan ook worden gebruikt om een tweede, gescheiden, luchtstroom te koelen. Deze techniek heet indirecte adiabatische koeling. De temperatuur van de tweede luchtstroom wordt hierbij verlaagd door middel van de eerste luchtstroom. De tweede luchtstroom wordt toegevoerd aan de gebruikersruimte. De absolute luchtvochtigheid van de tweede luchtstroom is lager dan bij een direct adiabatische koeling, wat een hoger comfort geeft.
Deze airco heeft als voordeel dat alleen energie nodig is voor de ventilator die de lucht naar de verbruiksruimte pompt, wat vaak toch al wordt gedaan (mechanische ventilatie). De toegevoerde lucht is bovendien verse lucht (bij een airco met warmtepomp wordt vaak alleen de ruimtelucht gekoeld en ontvochtigd, en rondgepompt maar niet ververst). Verder is er wat water nodig voor de verdamping.
Nadelen van deze airco zijn dat de bereikbare temperatuurverlaging afhankelijk is van de luchtvochtigheid buiten en dat hij niet als ontvochtiger gebruikt kan worden.

### Drogen
Hoge temperaturen worden minder goed verdragen wanneer ook de luchtvochtigheid hoog is. Het reduceren van de luchtvochtigheid geeft dan al een bijdrage aan het kunnen verdragen van hoge temperaturen. Dit kan bijvoorbeeld gedaan worden door middel van desiccatie, oftewel het gebruik van droogmiddelen.

## Toepassingen
Een airconditioning die uitgerust is met een vierwegklep, kan naast koelen ook verwarmen door het hierboven beschreven proces om te keren. Veel airco's zijn tevens uitgerust met bijkomende functies: koelen (en automatisch ontvochtigen); verwarmen (als het apparaat is uitgerust met een vierwegklep); enkel ontvochtigen; enkel ventileren. Zelfs bij matige vorst is verwarming mogelijk.
In veel warme streken van de aardbol is door de airconditioning een Noord-Europees dagritme mogelijk.

## Type airco's
Er zijn diverse types airconditioners. De airco die het meest voorkomt is de split-unit airco. Deze heeft een afzonderlijke eenheid aan de buitenzijde van de gevel waar het koudemiddel afkoelt. Verder komt de mobiele airconditioning steeds meer voor. Deze combineert alle onderdelen in een verplaatsbare eenheid. Hierbij wordt het vocht via een dunnere slang afgevoerd en opgevangen in een condensatiebak en/of voert warme vochtige lucht af via een dikkere luchtslang die door het raam gehangen kan worden dan wel semipermanent via een vaste opening in een houten buitenwand of -muur. Een nieuw type dat in opkomst is, is de standalone-airconditioning. Dit is een gesloten systeem waarin beide afzonderlijke eenheden van de airconditioning zijn samengevoegd in een binneneenheid. Enkele type airco's zijn: plafondmodel, raammodel, mobiele airco en cassettemodel. 

## Relevante details
Het aircosysteem vereist dat gebouwen goed gesloten gehouden worden, want anders gaat de verkregen koelte door vermenging met de warme buitenlucht weer verloren. Vergelijkbare verliezen treden trouwens op bij een mobiele airco, die de warmte afvoert door een luchtslang naar buiten: onvermijdelijk wordt hierbij (warme) buitenlucht van elders aangezogen.
Een airconditioner kan (vooral wanneer die slecht onderhouden is door bijvoorbeeld het luchtfilter nooit of zelden te reinigen) aanleiding geven tot ziekten en allergieën (het zogenaamde sickbuildingsyndroom).
Een verschil van meer dan vier à zes graden kan ons lichaam niet goed opvangen. Daarom is het raadzaam om de binnentemperatuur niet meer dan 4-6 °C lager te houden dan de buitentemperatuur. Binnen zal het toch nog altijd frisser aanvoelen, als men van buiten naar binnen gaat, temeer omdat men dan geen last heeft van de directe verwarming van de zon en het 'drukkende' of 'broeierige' gevoel dat vochtige, warme buitenlucht geeft. Een te lage luchtvochtigheid (lager dan de ideale 45-60 %) zorgt voor een verminderde weerstand, waardoor bacteriën en virussen een kans krijgen zich te vermenigvuldigen. Verkoudheid staat hier bijvoorbeeld bekend om.

## Opwarming van de aarde
Door de toename van het aantal airco's neemt het gebruik van energie en fossiele brandstoffen door airconditioning toe. Bovendien zijn de toegepaste koelvloeistoffen meestal fluorkoolwaterstoffen (hfk's), die tussen 150 en 12.500 keer krachtigere broeikasgassen zijn dan koolstofdioxide. Beide effecten dragen bij aan de opwarming van de aarde.
Airco's worden echter ook steeds vaker gebruikt om te verwarmen. De meeste moderne airco's kunnen dan ook switchen van koelen of ontvochtigen (zomer) of verwarmen (winter). Een airco is dan een lucht-lucht warmtepomp. Airco's hebben dan ook zowel een energielabel voor koelen of verwarmen en doen niet onder voor lucht-water warmtepompen. In Nederland is er i.t.t. lucht-water en water-water warmtepompen geen subsidie voor airco's voor verwarming.